# Jana Euler
Jana Euler (* 1982 in Friedberg) ist eine deutsche Künstlerin.

## Werdegang
Euler studierte an der Städelschule in Frankfurt am Main und im schottischen Glasgow. Danach arbeitete sie mit einem Atelierstipendium der hessischen Kulturstiftung in Paris. Sie lebt und arbeitet  in Brüssel.
Im Jahr  2018  erhielt Euler den mit 15.000 Euro dotierten 1822-Kunstpreis der Frankfurter Sparkasse. Drei ihrer Arbeiten befinden sich in der Sammlung des Museums für Moderne Kunst in Frankfurt am Main.
Im Zentrum ihrer Kunst steht die Malerei. Jana Euler erarbeitet aber auch aus Skulpturen und Texten raumgreifende Installationen. Sie bewegt sich künstlerisch im Spannungsfeld zwischen Abstraktion und Figuration, Text und Form, Ernsthaftigkeit und Humor, klarer Bildsprache und räumlich konstruierten Situationen. 

## Ausstellungen
- 2024: Oilopa, Wiels Contemporary Art Center, Brüssel
- 2017: Jana Euler: High in Amsterdam. The sky of Amsterdam, Stedelijk Museum, Amsterdam
- 2015/2016: In it. Portikus, Frankfurt am Main
- 2014: Where The Energy Comes From. Kunsthalle Zürich